# Bus en péril
Pour plus de détails, voir Fiche technique et Distribution.
Bus en péril (Der Todesbus) est un téléfilm Allemand diffusé en 1997 et réalisé par  Richard Huber.

## Synopsis
Markus Voss est le chef de projet d'un gigantesque tunnel en construction. Comme tous les jours, son fils, un adolescent de 14 ans, emprunte la ligne de bus 152 afin de se rendre en ville. À la suite de pluies diluviennes, la route s'effondre brusquement, précipitant le bus dans un magma de terre, d'eau et de boue.

## Fiche technique
- Réalisateur : Richard Huber
- Année de production : 1997
- Durée : 90 minutes
- Format : 1,33:1, couleur
- Son : stéréo
- Dates de premières diffusions :
  -  Allemagne : 1997
  -  France : 27 novembre 2001 sur TF1
- Interdit aux moins de 10 ans

## Distribution
- Hannes Jaenicke : Markus Voss
- Stefan Jürgens : Thomas Hansen
- Doris Kunstmann : Frau Weber